# 서재필 진료가운
서재필 진료가운은 대한민국 충청남도 천안시 동남구, 독립기념관에 있는 일제강점기의 의복이다. 2014년 10월 29일 대한민국의 국가등록문화재 제607호로 지정되었다.

## 개요
독립운동가 서재필이 의사로서 미국에서 활동할 때 착용한 진료가운이다. 갑신정변 이후 미국에 망명하여 의사로 활동하면서 독립운동을 전개하였던 미주지역 독립운동의 대표적 인물인 서재필이 의사로서의 본직을 지녔으나 애국적 열망으로 독립운동가로서의 활동에 헌신한 의사 서재필의 모습을 입증해 주는 귀중한 유물이다.

## 참고 자료
- 서재필 진료가운 - 국가유산청 국가유산포털